# Lioscincus steindachneri
Espèce
Statut de conservation UICN

 EN B1ab(i,ii,iii)+2ab(i,ii,iii) : En danger
Lioscincus steindachneri est une espèce de sauriens de la famille des Scincidae.

## Répartition
Cette espèce est endémique de la province Nord en Nouvelle-Calédonie.

## Étymologie
Cette espèce est nommée en l'honneur de Franz Steindachner.

## Publication originale
- Bocage, 1873 : Sur quelques sauriens nouveaux de la Nouvelle-Calédonie et de l’Australie. Jornal de Sciencias Mathematicas, Physicas e Naturaes, Lisboa, vol. 4, no 9, p. 228-232 (texte intégral).